# ماري فيل
ماري فيل (بالإنجليزية: Mary Fell)‏ هي كاتِبة وشاعرة أمريكية، ولدت في 22 سبتمبر 1947.